# لوسيان بولاسترون
لوسيان بولاسترون (مواليد 1944) كاتب ومؤرخ فرنسي متخصص في أبحاث الكتب والكتابة وتاريخ المكتبات والدراسات الصينية والعربية. وقد كتب حوالي 12 كتابًا باللغة الفرنسية، تمت ترجمة بعضها إلى لغات أخرى، بما في ذلك اللغة العربية.
من مؤلفاته كتاب ( الورق - تاريخ ألفين سنة ) و عدة كتب مرجعية حول ( الحروفية ) و فن الخط.
ترجم كتابه كتب تحترق - تاريخ تدمير المكتبات. إلى العربية وفيه أظهر لوسيان معرفة واسعة بتاريخ العمليات الكبرى لتدمير المكتبات منذ الصين في عهد سلالة كينغ وصولا إلى الكوارث المعاصرة. من حريق الإسكندرية إلى التهاب سراييفو سنة 1992. مرورا بروما وكتيزيفون و بغداد ( جنكيز خان ) و محاكم التفتيش ثم الثورة الفرنسية. كما يقتفي الكاتب آثر المؤلفات الناجية.
يعيش ويعمل في باريس.
1. ↑  مذكور في: Korean Authority File. مُعرِّف المكتبة القومية الكوريَّة (NLK): KAC200603085. باسم: Lucien X. Polastron. لغة العمل أو لغة الاسم: الكورية.
2. ↑  مذكور في: MAK. مُعرِّف المكتبة القومية في بولندا (NLP): 9810705102205606. باسم: Lucien Xavier Polastron. لغة العمل أو لغة الاسم: البولندية.
3. ↑  مذكور في: استنادات المكتبة الوطنية الفرنسية. مُعرِّف المكتبة الوطنية الفرنسية (BnF): 12504665h. الوصول: 10 أكتوبر 2015. المُؤَلِّف: المكتبة الوطنية الفرنسية. لغة العمل أو لغة الاسم: الفرنسية.